# Niet-dodelijk wapen

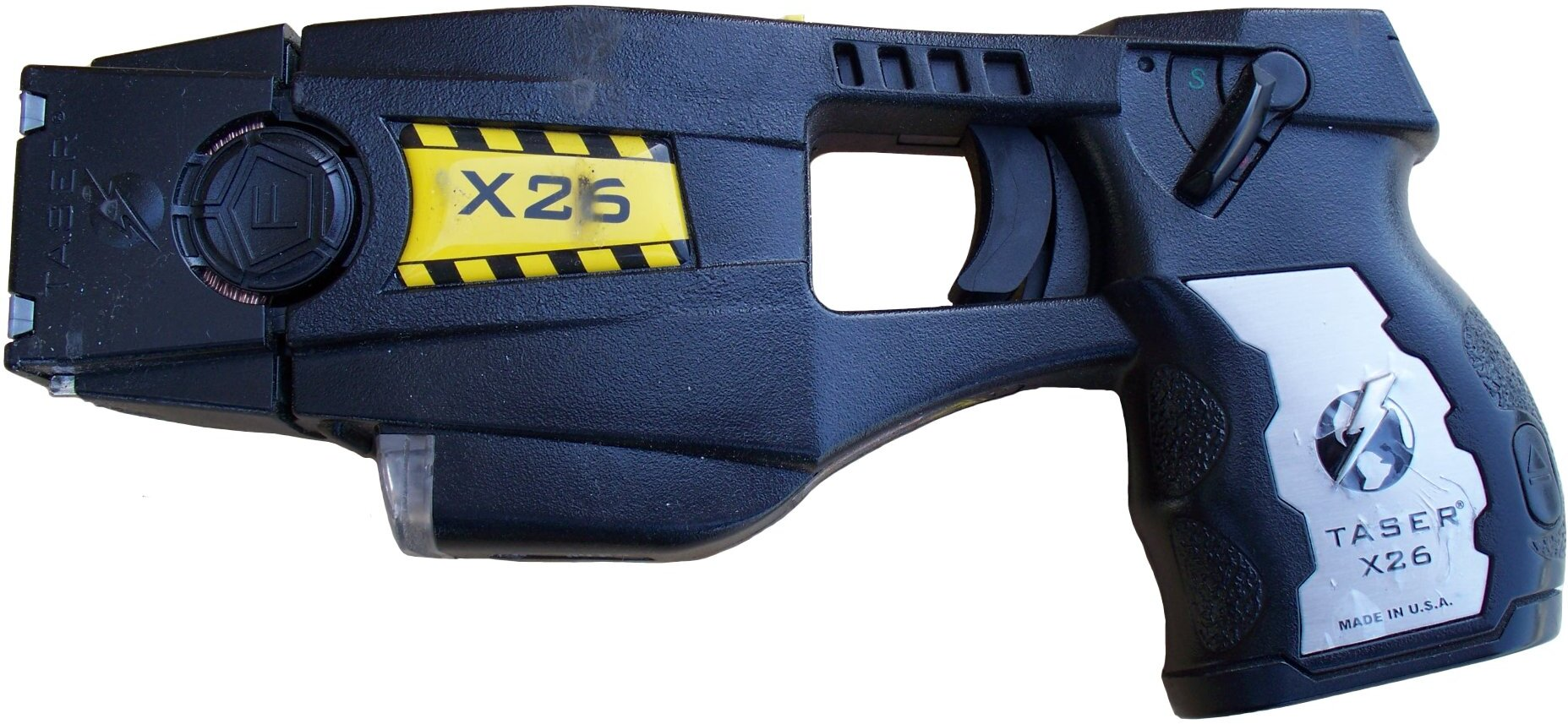

Een niet-dodelijk wapen is een wapen dat mensen uitschakelt zonder hen te doden. Een andere naam hiervoor is een minder-dodelijk wapen.
Enige technologieën die voor dit type van wapens gebruikt worden, zijn:
- High Power Microwave (HPM), een bundel elektromagnetische straling, die ervoor zorgt dat bijvoorbeeld een ontsteking van een auto niet meer werkt
- Paintballgun, een geweer geladen met verf, dat bijvoorbeeld het zicht van een bestuurder in een rijdende auto wegneemt.
- verblindend vuurwerk, bij gebruik wordt een persoon tijdelijk het zicht ontnomen
- lasers, voor tijdelijke verblinding van aanvallers
- waterkanon, het richten van een waterstraal met hoge druk, wordt door de Mobiele Eenheid bij rellen toegepast
- Long range acoustic device (LRAD), een akoestisch wapen, dat hoog-frequente tonen tot 150 decibel kan uitzenden en een sterke pijn veroorzaakt.
- Het Active Denial System (ADS), een microgolfstraal die zorgt voor een hevige, brandende pijn op de plek op de huid, zonder deze te beschadigen.
- Traangas, veroorzaakt pijn in de ogen en zal tijdelijke blindheid veroorzaken voor maximaal 45 minuten.
- Stungranaten die het slachtoffer tijdelijk verblind en doof maakt.
- Stroomstootwapen/Taser dat korte stroomstoten geeft waardoor het motorisch- en zintuiglijk zenuwsysteem gedurende een aantal seconden wordt verstoord, wat voor een tijdelijk verlies van controle over de spieren zorgt waardoor het lichaam langzaam in elkaar zakt en de persoon ten val komt.